# Pontiac Solstice
Pontiac Solstice – samochód sportowy klasy kompaktowej produkowany pod amerykańską marką Pontiac w latach 2005 – 2009.

## Historia i opis modelu

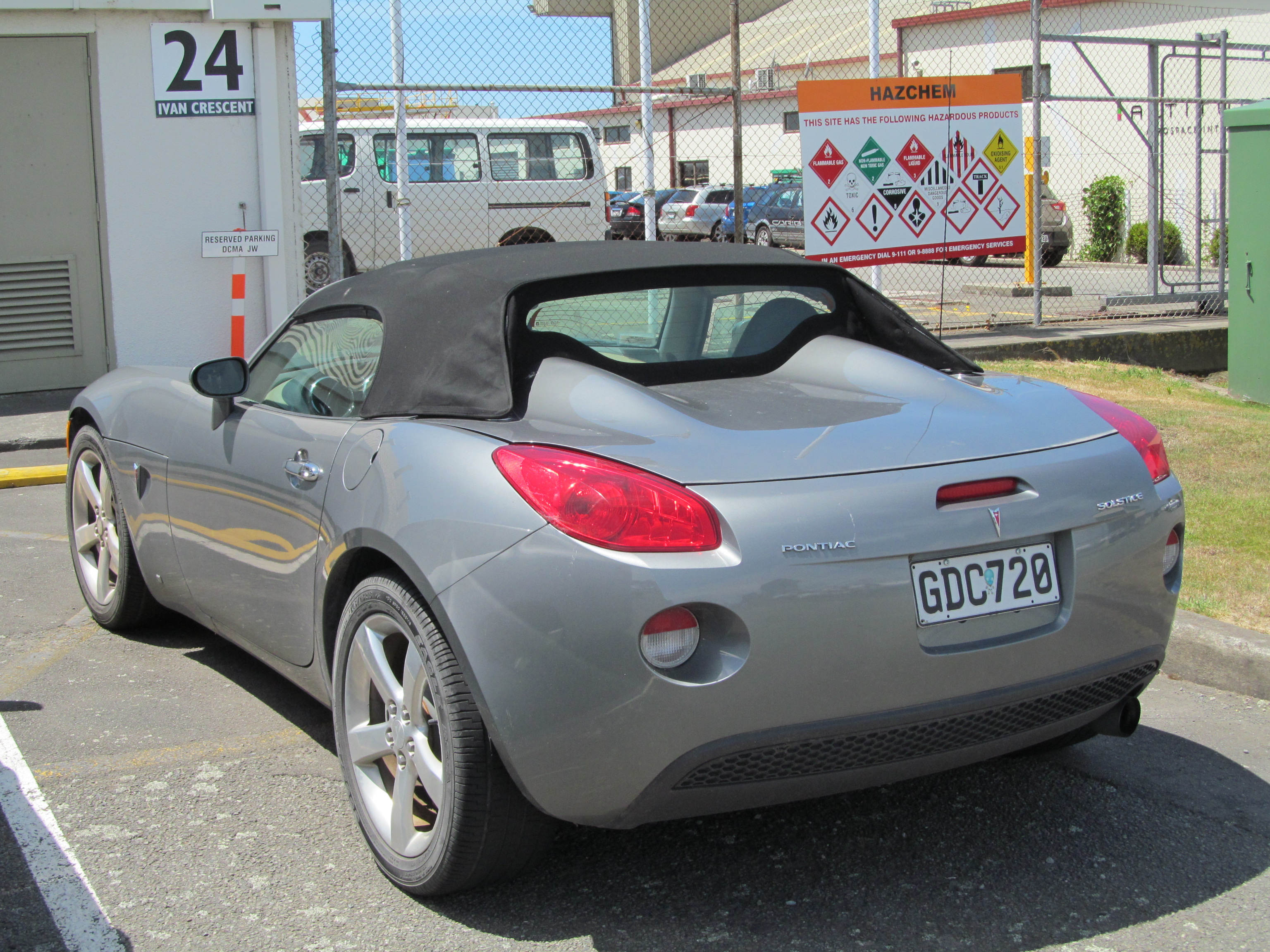
Pontiac Solstice - tył

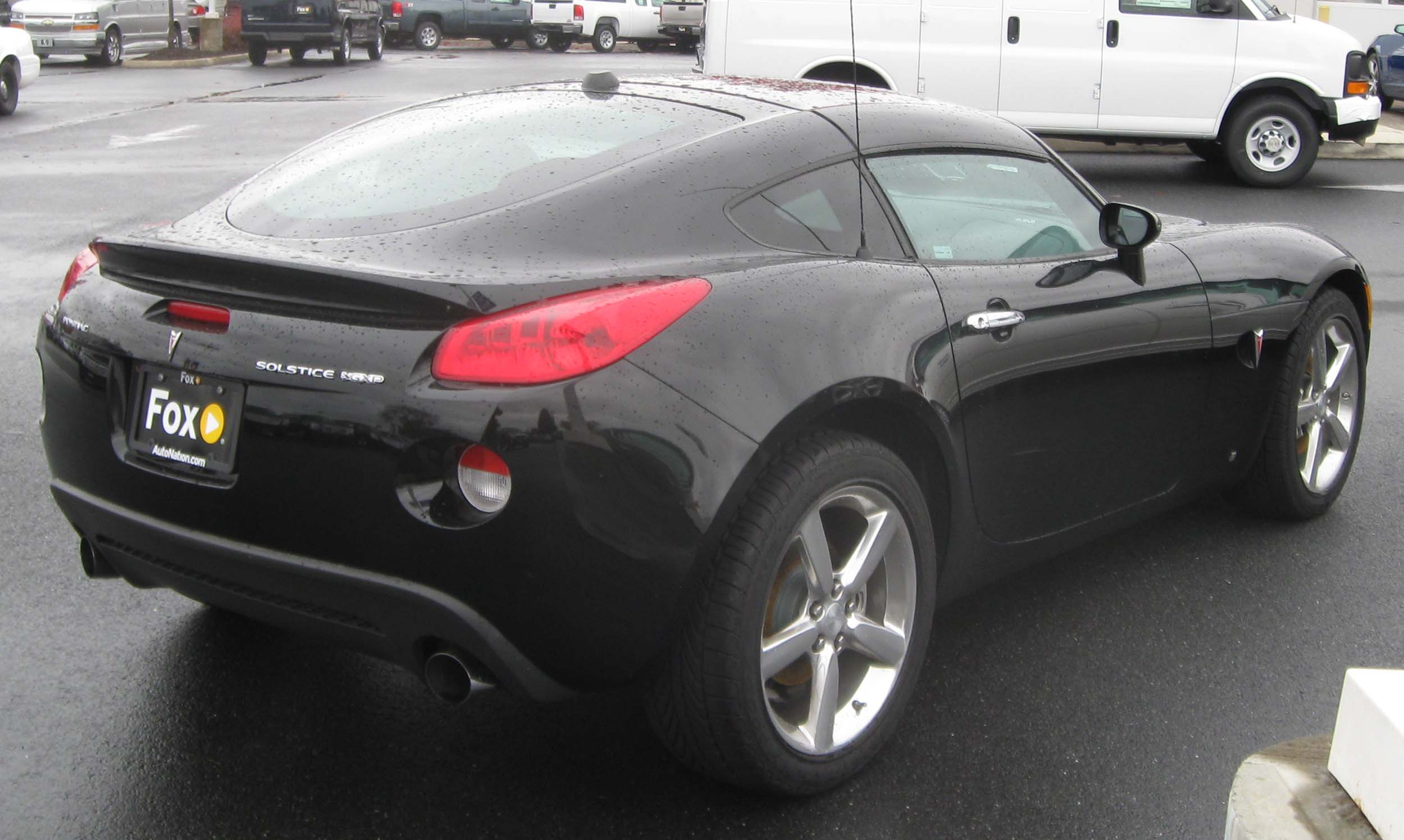
Pontiac Solstice Coupe

Solstice został zaprezentowany w 2004 roku na Detroit Auto Show, powstając na platformie GM Kappa. Stylistyka nadwozia modelu nawiązywała do prototypu z roku 2002 o tej samej nazwie. Produkcja miała ruszyć latem roku 2005, jednak opóźnienia w fabryce przesunęły jej początek ostatecznie o cztery miesiące. Solstice był wytwarzany w amerykańskim Wilmington, razem z bliźniaczym Saturnem Sky, a także eksportowymi odmianami Opel GT i Daewoo G2X, które zadebiutowały rok później - w 2006 roku.
Produkcja Solstice'a, podobnie jak w przypadku innych modeli Pontiaca, została zakończona w 2010 roku. Powodem tego było ogłoszenie przez General Motors 27 kwietnia 2009 likwidacji tej firmy.

### Solstice Coupe
W połowie 2008 roku ofertę Solstice uzupełniła odmiana coupe. Wyróżniała się ona twardym dachem z charakterystycznym wyprofilowaniem, a także klapą bagażnika otwierającą się razem z szybą.

### Nagrody
Pontiac Solstice nominowany był do tytułu North American Car of the Year oraz nagrody Design of the Year przyznawanej przez Automobile Journalists Association of Canada (AJAC) w roku 2006.

### Silniki
- R4 2,4 l EcoTec LE5
- R4 2,0 l EcoTec LNF